# ジョニー・バリアント
ジョニー・バリアント（"Luscious" Johnny Valiant、本名：Thomas Sullivan、1946年11月25日 - 2018年4月4日）は、アメリカ合衆国のプロレスラーおよびプレイング・マネージャー。ペンシルベニア州ピッツバーグ出身。
ヒールのタッグチーム・ユニット、バリアント・ブラザーズの一員として、WWA、WWF、NWA、AWAなど各団体で活躍した。

## 来歴
ファビュラス・カンガルーズのアル・コステロおよび地元のピッツバーグに居住していたブルーノ・サンマルチノに師事し、ザ・シークが主宰していたデトロイト地区の団体で1967年にデビュー。デビュー前はリング・クルーをしていたという。その後、往年のプロボクサーと同じリングネームのジョン・L・サリバン（John L. Sullivan）を名乗りニューヨークのWWWFに登場。当初はベビーフェイスの新鋭として、キラー・コワルスキー、ケンタッキー・ブッチャー、ブル・ラモス、トール・タナカ、ミツ・アラカワ、ジョージ・スティール、バロン・シクルナ、ブルドッグ・ブラワー、ルーク・グラハムなどのヒール勢と対戦し、サンマルチノのパートナーに起用されることもあった。
1969年9月、日本プロレスに初来日。WWWFを主戦場としつつ1970年代前半は師匠のコステロも参加していたNWFにも出場しており、1973年7月には同年よりNWFとの提携を開始した新日本プロレスに来日。4年前の初来日時はキャリア不足のため前座試合で敗退を重ねていたが、新日本ではムーンドッグ・メインやシーン・リーガンに次ぐ3番手外国人のポジションとなり、アントニオ猪木ともシングルマッチで3回対戦している。
帰国後の1973年11月、先輩格の "ハンサム" ジミー・バリアントに誘われ "ラシャス" ジョニー・バリアント（"Luscious" Johnny Valiant）と改名し、金髪の悪党タッグチーム「バリアント・ブラザーズ（The Valiant Brothers）」を結成。翌1974年1月5日、インディアナポリスのWWAでサンマルチノ&ディック・ザ・ブルーザーからWWA世界タッグ王座を奪取。WWWFでは同年5月8日、地元のペンシルベニアにてディーン・ホー&トニー・ガレアを破り、WWWF世界タッグ王座を獲得した。
1976年5月にはバリアント・ブラザーズとして全日本プロレスに来日、ジャイアント馬場&ジャンボ鶴田のインターナショナル・タッグ王座およびグレート小鹿&大熊元司のアジア・タッグ王座の両タイトルに挑戦している。その後もジミーとのコンビでジョージアやフロリダなど南部のNWA圏から太平洋岸のサンフランシスコ地区まで全米を転戦し、各地のタッグ王座を総なめにした。
1978年の下期、ジミーが肝炎を患い欠場することになったため、WWA時代の盟友でもあるガイ・ミッチェルを "ジェントルマン" ジェリー・バリアントに変身させてバリアント・ブラザーズを再編。1979年3月6日、ガレア&ラリー・ズビスコを破ってWWFタッグ王座に返り咲いている。後にジミーも加わり、一時はトリオとして北東部一帯を暴れ回った。1980年2月にはジェリーとのコンビで再び全日本プロレスに参戦、極道コンビが保持するアジア・タッグ王座に再挑戦した。
チーム解散後はシングルプレイヤーとしてWWAおよびAWAのテリトリーに参戦。兄貴分のジミーほどシングルの実績は残していないが、1981年4月にブルーザーからWWA世界ヘビー級王座を奪取している。AWAでは同年10月より一時的にベビーフェイスに転向して、ジェリー・ブラックウェルやボビー・ダンカンと対戦、当時AWAで大ブレイクしていたハルク・ホーガンのマネージャーを務めたこともあった。その後はヒールに戻り、1980年代前半はサンマルチノが参画していたIWFやカナダ・オンタリオ地区のビッグ・ベア・プロモーションズなどのインディー団体で活動した。
1984年、ビンス・マクマホン・ジュニアの新体制下で全米侵攻を開始していたWWFと再契約。そのマイクパフォーマンスの才能をマクマホンに買われ、新手のヒールとして売り出し中だったブルータス・ビーフケーキのプレイング・マネージャーを任される。後にグレッグ・バレンタインのマネージメントも担当し、ビーフケーキとのタッグチーム「ドリーム・チーム（The Dream Team）」を指揮。1985年8月24日、バリー・ウインダム&マイク・ロトンドのUSエクスプレスからWWF世界タッグ王座を奪取させる。タイトルは翌1986年4月7日のレッスルマニア2でブリティッシュ・ブルドッグスに奪われるが、その後もドリーム・チームを率い、ビーフケーキのフェイスターン後はディノ・ブラボーを加えてチームを再編している。WWFではジェシー・ベンチュラやボビー・ヒーナンに先駆けるヒールのカラー・コメンテーターとしてもトークの才能を発揮した。
WWF離脱後はAWAでウェイン・ブルームとマイク・イーノスのデストラクション・クルー（後にWWFでビバリー・ブラザーズとして活躍）のマネージャーとなり、1989年10月にAWA世界タッグ王者に就かせている。1996年にはジミーとのバリアント・ブラザーズでWWF殿堂に迎えられた。引退後は天賦のタレント性を活かし、コメディ役者として活躍していた。
2018年4月4日早朝、ペンシルベニア州ロスにて交通事故に遭遇、病院へ搬送されたが死去した。71歳没。

## 得意技
- エルボー・ドロップ
- エルボー・バット
- パイルドライバー

## 獲得タイトル
ワールド・レスリング・アソシエーション
- WWA世界ヘビー級王座（インディアナポリス版）：2回[18]
- WWA世界タッグ王座（インディアナポリス版）：3回（w / ジミー・バリアント）[12]

NWAサンフランシスコ
- NWA世界タッグ王座（サンフランシスコ版）：1回（w / ジミー・バリアント）[27]

ジョージア・チャンピオンシップ・レスリング
- NWAジョージア・タッグ王座：1回（w / ジミー・バリアント）[28]

チャンピオンシップ・レスリング・フロム・フロリダ
- NWA USタッグ王座（フロリダ版）：1回（w / ジミー・バリアント）[29]

ワールド・レスリング・フェデレーション
- WWWF世界タッグ王座 / WWFタッグ王座：2回（w / ジミー・バリアント、ジェリー・バリアント）[13]
- WWF Hall of Fame：1996年度（ジミーとのバリアント・ブラザーズで殿堂入り）

## マネージャー担当選手
- ハルク・ホーガン（AWA時代）
- ブルータス・ビーフケーキ
- ザ・スポイラー
- グレッグ・バレンタイン
- ディノ・ブラボー
- デモリッション（結成初期に担当）[2][30]
- ウェイン・ブルーム
- マイク・イーノス
- トム・ブランディ（英語版）